# Echter Streckrüssler

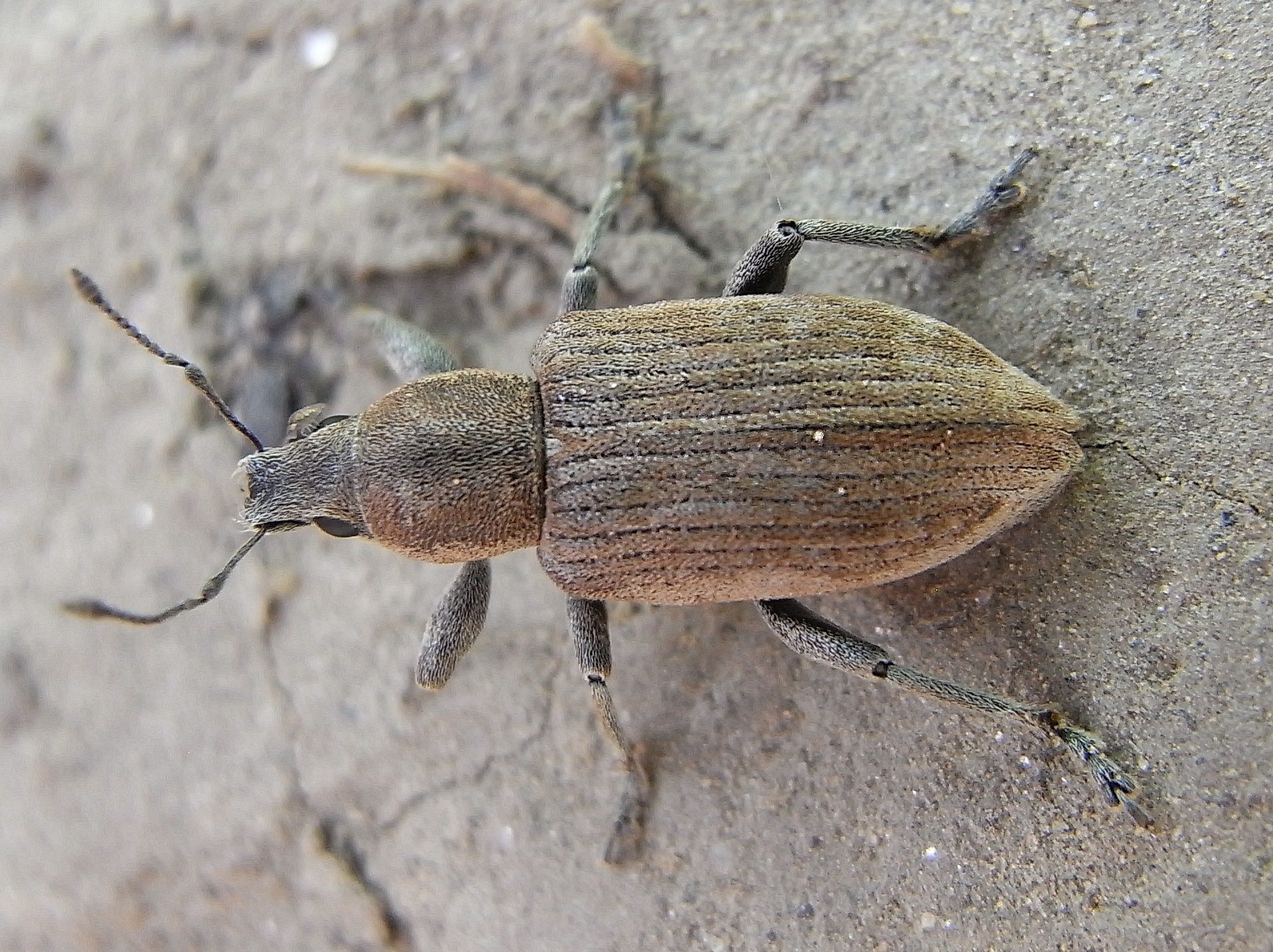
Aufsicht

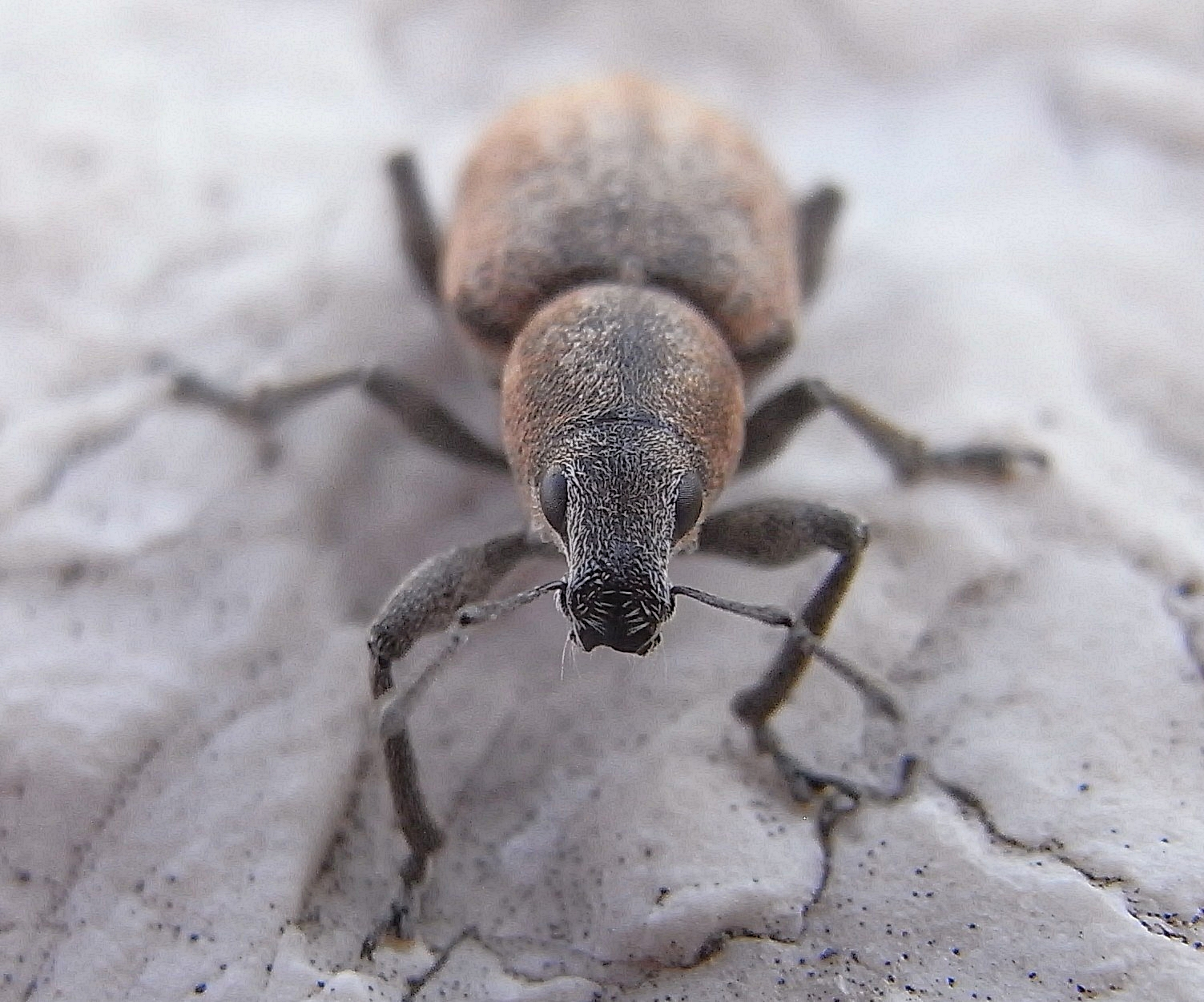
Vorderansicht

Der Echte Streckrüssler (Tanymecus palliatus), auch Zuckerrübenrüssler genannt, ist ein Käfer aus der Familie der Rüsselkäfer und der Unterfamilie Entiminae. Der Käfer ist in Mitteleuropa weit verbreitet.

## Name und Synonyme
Der wissenschaftliche Gattungsname Tanymecus ist von altgriechisch τανύ tany „langgestreckt“ und μήκος mēkos „Länge“ abgeleitet. Er bedeutet also „der Langgestreckte“, bezieht sich auf den Körperbau und erklärt auch den deutschen Gattungsnamen „Streckrüssler“. Das lateinische Artepitheton palliatus bedeutet „mit einem Mantel versehen“. Der Bezug auf den Käfer ist unklar.
Wegen seiner Variabilität wurde der Käfer mehrmals als neue Art beschrieben, und es existieren zehn synonyme Artnamen zu palliatus Fabricius 1787 (angustulus Fairmaire 1879, canescens Herbst 1795, diffinis Marsham 1802, glis Rossi 1794, graminicola Olivier 1807, necessarius Mocquerys 1874, revelieri Tournier 1874, sareptanus Desbrochers 1871, setulosus Chevrolat 1879). Einige dieser Synonyme erklären weitere Eigenschaften, dass der Käfer etwas schmal (lat. angustulus „etwas schmal“) ist, auf dem Boden lebt (lat. graminicola „Grasbewohner“), grauweiß gefärbt sein kann (lat. canescens „grauweiß“) und (der Halsschild vorn seitlich) mit Börstchen besetzt ist (lat. setulosus „mit Börstchen besetzt“). Der Name Zuckerrübenrüssler kommt daher, dass er gelegentlich an Zuckerrüben schädlich wird.

## Merkmale des Käfers
Der gestreckte Körper erreicht eine Länge von acht bis zwölf Millimeter. Die Oberseite ist kurz behaart und zwischen dieser Grundbehaarung gleichförmig hell oder irregulär fleckig beschuppt.
Der Kopf ist nach vorn gestreckt. Die Mundwerkzeuge sitzen auf einer Verlängerung des Kopfes, dem Rüssel. Der Rüssel ist kaum länger als breit. Er ist auf der Unterseite verdickt und durch eine Querfurche vom Kopf abgesetzt. Die Grube, in der die geknieten Fühler eingelenkt sind, liegt auf der Seite des Kopfes und kann von oben nur teilweise eingesehen werden. Sie läuft nach hinten gerade auf die Augen zu und erlischt vor diesen. Der Schaft der Fühler ist etwa so lang wie die Geißel, nach hinten gelegt überragt sie den Hinterrand der Augen. Die Geißel besteht aus sieben wenig gestreckten Gliedern und endet in einer mehrgliedrigen Keule. Die rundlichen Augen sind breiter als hoch und wenig gewölbt.
Der Halsschild ist deutlich länger als breit. Die Seiten des Halsschilds sind nur wenig nach außen erweitert, ohne Kante oder Beule. Der Vorderrand des Halsschildes ist seitlich unten mit langen Haarfransen besetzt. Die Halsschildbasis ist gerade.
Die Flügeldecken sind deutlich breiter als der Halsschild, seine Seiten sind bei den Männchen fast parallel, bei den Weibchen etwas mehr nach außen gerundet. Die Basis ist leicht bogenförmig ausgeschnitten. Die Enden sind einzeln verrundet. Die Schultern sind kräftig ausgebildet. Das Schildchen ist gut sichtbar.
Die Beine sind kräftig und lang und ermöglichen eine relativ schnelle Fortbewegung. Die Schienen tragen am Ende einen Kranz kurzer Borsten, ein Enddorn fehlt. Die Tarsen sind alle pseudotetramer, erscheinen also viergliedrig. Die Klauen sind an der Basis nicht verwachsen.

## Biologie
Den Käfer findet man auf Feldern, trockenen Wiesen und Weiden, an Straßenrändern und -böschungen, bewachsenen Dünen, Steinbrüchen und Ruderalflächen sowie in Obst- und Gemüsegärten. Er ist wärmeliebend.
Die Art lebt polyphag an verschiedenen Kräutern (Große Klette, Rübe, Nickende Distel, Acker-Kratzdistel, Ackerwinde, Kleearten, Brennnesseln, Vogelknötericharten und Melden). Bei Massenauftreten wurden Schäden bei Rüben, Gemüse, Salat und anderem festgestellt. Die Käfer fressen von Mai bis August hauptsächlich abends und nachts, tagsüber verbergen sie sich unter Blättern.
Die Entwicklung dauert gewöhnlich zwei Jahre, unter ungünstigen Bedingungen sogar drei. Die Larve frisst an Stängel und Wurzel. Sie überwintert in der Erde und beginnt im Frühjahr erneut zu fressen. Im Juni–Juli verpuppt sie sich in der Erde. Die geschlüpften Imagines verbleiben über den Winter in der Puppenwiege. Im darauffolgenden Frühjahr graben sie sich an die Oberfläche und die Paarung findet statt. Die Weibchen legen 300–400 Eier in Gruppen von ungefähr 20 Stück in der Nähe der Wirtspflanzen in die Erde. Nach der Paarung beziehungsweise der Eiablage sterben die Käfer, einige überwintern. Die Embryonalentwicklung bis zum Schlüpfen der Larve dauert etwa drei Wochen.
Die Gebiete, in denen es zu Massenvermehrungen mit entsprechenden Schäden kommen kann, beschränken sich hauptsächlich auf Südosteuropa und Russland. In wärmebegünstigten Jahren entfaltete der Käfer auch gelegentlich in Mitteleuropa schädliche Wirkung, beispielsweise in Österreich an Rüben und Wein, in Deutschland an Zucker- und Runkelrübe sowie Rote Rübe, aber auch an Spinat, Hülsenfrüchten und Apfelbaumstecklingen. An den Rübenblättern werden von den adulten Käfern Stiele und Blätter am Rand buchtenförmig befressen, bei starkem Befall bleiben bei älteren Blättern nur noch die Blattrippen übrig.

## Verbreitung
Die Art ist von der Iberischen Halbinsel und Italien über Frankreich und Mitteleuropa bis in das südliche Schweden und Finnland verbreitet und darüber hinaus vom Kaukasus, Kleinasien und Westsibirien gemeldet. Sie fehlt in Großbritannien und großen Teilen Südosteuropas.